# Pink Paradise
Apink 1ST CONCERT "PINK PARADISE" là tour diễn đầu tiên của nhóm nhạc nữ Hàn Quốc Apink sau 4 năm thành lập.

## Tổng quan
Vào tháng 12 năm 2014, sau một tháng kể từ thời điểm quảng bá cho EP "Pink Luv" cùng với bài hát chủ đề "LUV" hiện đang thắng 17 cúp trên các chương trình âm nhạc cuối tuần, Apink đã thông báo tới người hâm mộ rằng nhóm sẽ tổ chức concert đầu tiên của nhóm như là một lời cảm ơn gửi tới người hâm mộ. Ngày 23 tháng 12, vé của concert bắt đầu được bán trên web của YES24 và Interpark, tổng cộng 7200 vé đã được bán hết chỉ sau hai phút mở bán.
Vào ngày 30 và 31 tháng 1 năm 2015, concert đã được tổ chức tại Hội trường Olympic, và sau đó bắt đầu tour diễn châu Á.
Vào ngày 22 tháng 3 năm 2015, Apink tiếp tục tổ chức "Pink Paradise" ở Singapore tại The MAX Pavilion.
Vào ngày 30 tháng 5 năm 2015, Apink tiếp tục tổ chức "Pink Paradise" ở Thượng Hải tại sân vận động Thượng Hải.

## Danh sách các màn biểu diễn
- Opening VCR -
- Intro: UNE ANNEE
- I Don't Know (몰라요)
- Good Morning Baby
- Mr. Chu

- Ment -
- So Long
- Wanna Be
- Secret

- VCR #2 -
- X－Park Chorong (bài gốc: Chris Brown)
- Gone Not Around Any Longer (있다 없으니까)－Son Naeun, Oh Hayoung (bài gốc: SISTAR19)
- Dirrty－Kim Namjoo (bài gốc: Christina Aguilera)

- VCR #3 -
- MYMY
- It Girl
- HUSH

- Ment -
- VCR #4 -
- Problem－Yoon Bomi (Bài gốc: Ariana Grande, Iggy Azalea)
- Listen－Jung Eunji (Bài gốc: Beyonce)

- VCR #5 -
- Electronic music party

1. BOY
2. I GOT YOU
3. Yeah

- VCR #6 -
- BUBIBU
- I Need You (난 니가 필요해)
- Not An Angel (천사가 아냐)

- Ment -
- LUV
- U You
- Sky High (하늘 높이)

- Encore -
- Wishlist
- NoNoNo

- Ment -
- 4월 19일

- Ending -

## Lịch trình tour diễn
| Ngày                | Thành phố, Quốc gia    | Địa điểm           |
| ------------------- | ---------------------- | ------------------ |
| 30 tháng 1 năm 2015 | Seoul, Hàn Quốc        | Hội trường Olympic |
| 31 tháng 1 năm 2015 | Seoul, Hàn Quốc        | Hội trường Olympic |
| 22 tháng 3 năm 2015 | Singapore              | The MAX Pavilion   |
| 30 tháng 5 năm 2015 | Thượng Hải, Trung Quốc | Shanghai Stadium   |

## DVD
DVD của concert được A Cube Entertainment phát hành vào ngày 24 tháng 6 năm 2015.
Các bài hát solo của từng thành viên sẽ không được đính kèm theo vì lý do bản quyền.
| DVD 1            | DVD 1                               | DVD 1      |
| STT              | Nhan đề                             | Thời lượng |
| ---------------- | ----------------------------------- | ---------- |
| 1.               | "I Don't Know" (몰라요)             |            |
| 2.               | "Good Morning Baby"                 |            |
| 3.               | "Mr. Chu"                           |            |
| 4.               | "So Long"                           |            |
| 5.               | "Wanna Be"                          |            |
| 6.               | "Secret"                            |            |
| 7.               | "MY MY"                             |            |
| 8.               | "It Girl"                           |            |
| 9.               | "HUSH"                              |            |
| 10.              | "DJ REMIX (BOY / I GOT YOU / Yeah)" |            |
| 11.              | "BUBIBU"                            |            |
| 12.              | "I Need You" (난 니가 필요해)       |            |
| 13.              | "Not An Angel" (천사가 아냐)        |            |
| 14.              | "LUV"                               |            |
| 15.              | "U You"                             |            |
| 16.              | "Sky High" (하늘 높이)              |            |
| 17.              | "Wishlist"                          |            |
| 18.              | "NoNoNo"                            |            |
| 19.              | "4월 19일"                          |            |
| Tổng thời lượng: | Tổng thời lượng:                    | 01:41:10   |

| DVD 2            | DVD 2                                         | DVD 2      |
| STT              | Nhan đề                                       | Thời lượng |
| ---------------- | --------------------------------------------- | ---------- |
| 1.               | "Concert Sketch, Poster & VCR, Vocal & Dance" | 35:22      |
| 2.               | "Commentary Talk"                             | 44:17      |
| Tổng thời lượng: | Tổng thời lượng:                              | 01:19:39   |

## Sản xuất
- Trình diễn: Apink
- Chủ quản: A Cube Entertainment
- Tổ chức: Hakuna Matata, Inc.
- Tài trợ: YES24, Interpark